# 6.5×50mmSR 아리사카

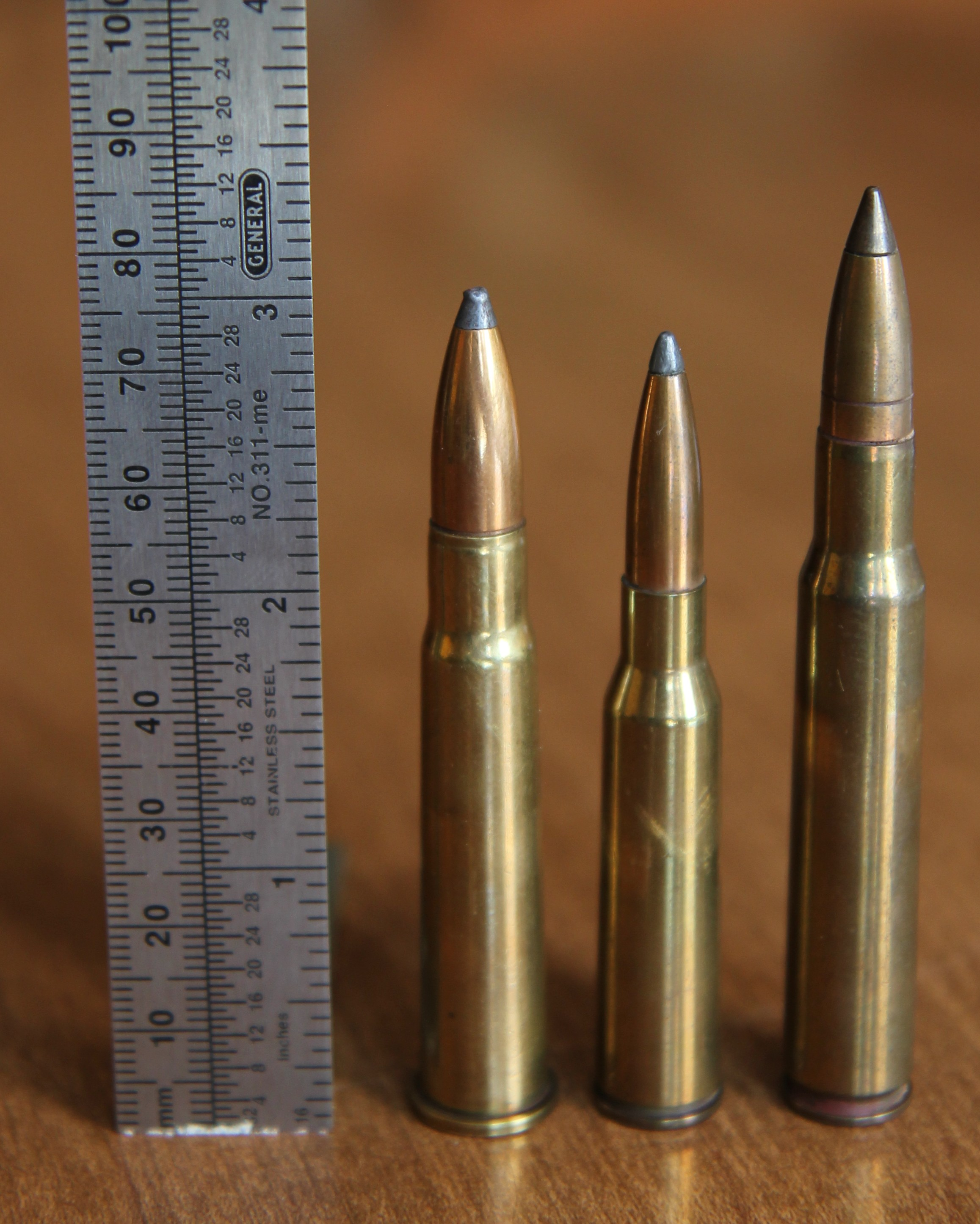
6.5×50mmSR 아리사카 (가운데)와 .303 브리티시 (왼쪽) 및 .30-06 스프링필드 (오른쪽).

6.5×50mmSR 아리사카(6.5×50mmSR Arisaka, C.I.P.에서 6,5 × 51 R (아리사카)로 지정)는 6.705mm(.264인치) 직경의 탄두를 가진 세미림드 탄약통이다. 이것은 1897년부터 1930년대 후반까지 일본군의 제식 소총 및 기관총 탄약통이었으며, 점차 7.7×58mm 아리사카로 대체되었다.

## 역사
6.5×50mmSR은 1897년 일본 제국 육군에 의해 새로 채택된 30년식 보병총 아리사카 보병 소총과 기총을 위해 둥근 탄두를 가진 30년식 탄약통으로 처음 도입되었다. 새로운 소총과 탄약통은 22년식 무라타 소총에서 사용되던 8×52mm 무라타 탄을 대체했다. 1902년, 일본 제국 해군도 35년식 소총에 6.5×50mmSR을 채택했다. 1907년, 모든 후속 일본군 6.5mm 구경 소화기에 38년식 탄약통으로 스피처 탄이 채택되었다.
6.5mm 일본 탄은 나중에 .30-06 스프링필드, .303 브리티시, 7.92×57mm 마우저, 7.62×54mmR과 같은 다른 동시대 군용 탄약통에 비해 위력이 약하다는 비판을 받았다. 이러한 이유로 1938년에 보다 강력한 7.7×58mm 아리사카 탄약통으로 점차 대체되었다. 두 탄약통은 전쟁이 끝날 때까지 사용되어 일본군에 적절한 탄약을 보급하는 데 어려움을 초래했다. 38식 보병총의 긴 총열 덕분에 6.5mm 탄은 총구 화염과 연기가 거의 발생하지 않는 장점이 있었다. 또한 38식 스피처 탄을 사용하는 6.5mm 탄은 바람직한 평탄한 탄도를 가졌고, 충격 시 빠른 요잉으로 심각한 부상을 입히는 효과적인 종말 탄도학을 보여주었다. 더 큰 구경의 군용 탄약통은 장거리 사격에 기관총이 사용하기에 최적이며, 소총은 종종 병참의 이점을 위해 이러한 탄약을 장전하도록만 제작되었다. 일본은 해당 탄약을 위한 소총을 개발하기 전에 몇 년 동안 기관총에서만 7.7mm 탄약통을 사용했다.

### 95식 6.5×30mm
95식 6.5×30mm는 실험형 1934년식 2A 기관단총을 위해 제안된 단축형이었다.

## 군용 탄약
초기 6.5×50mm 30년식 탄약통은 백동으로 된 둥근 탄두를 사용했으며, 무게는 약 10.4 그램 (160 gr)이었고, 약 2.0 그램 (31 gr)의 무연 화약으로 발사되었다. 이는 일본이 20세기 초 다른 강대국들과 마찬가지로 뾰족한 탄두, 즉 스피처 탄두로 전환하면서 38년식 탄약통의 채택과 함께 변경되었다. 38년식 스피처 탄은 9.0-그램 (139 gr)의 탄두를 33 그레인 (2.1 g)의 화약량으로 발사하여 약 770 미터 매 초 (2,500 ft/s)의 총구 속도를 냈다.
6.5×50mm 탄약통의 38년식 스피처 버전은 1922년 11년식 경기관총이 채택된 후까지 변경되지 않았다. 상대적으로 짧은 총열(17.5인치)은 표준 탄약(원래 1피트 이상 긴 총열을 가진 38식 소총용으로 의도됨)으로 과도한 섬광을 발생시켰다. 나이트로셀룰로스와 니트로글리세린을 결합하여 탄약통용 새로운 추진제가 도입되어 총구 섬광과 눈에 보이는 화약 흔적을 줄였다. 이 화약은 짧은 총열에서 훨씬 더 완전히 연소되어 결과적으로 섬광이 훨씬 적게 발생했다. 이 새로운 탄약은 11년식 경기관총용 탄약 상자에 원으로 둘러싸인 "G"로 표시되었다.

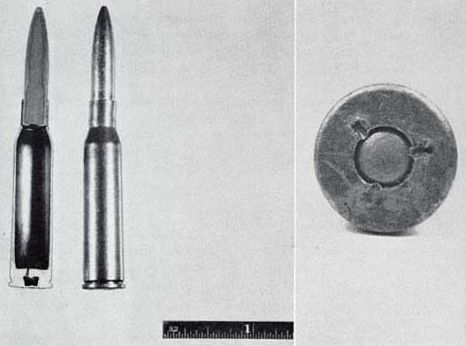
일본군 6.5×50mmSR 아리사카 탄약 (38년식)

이 특수 탄약은 1936년 도입된 96식 경기관총을 휴대하는 병사들과 1937년 도입된 97식 저격소총을 지급받은 저격수들에게도 지급되었다. 저격수에게 새로운 탄약의 장점은 표준 탄약보다 총구 섬광이 적게 발생하여 저격수의 위치를 노출시키지 않아 은폐에 도움이 되었다는 것이다.
6.5mm 훈련용 탄약도 일본군을 위해 생산되었는데, 종이 또는 나무 탄두가 통합되어 있었다. 이것들은 모두 황동 탄약이거나, 더 흔하게는 금속 베이스와 림이 있는 붉은색 니스칠된 나무 탄약이었다. 스피곳형 일본 유탄 발사기에 사용된 탄약은 종이 탄두를 가지고 있는 경우가 많으며, 박힌 뇌관으로 식별할 수 있다. 나중에 철갑탄이 개발되어 1932년에 도입되었으며, 92식 철갑탄으로 지정되었다.

## 다른 군사적 사용

### 중국의 사용
중일 전쟁 동안 중국군은 다량의 38식 보병총과 11년식 경기관총을 노획했다. 중국의 만성적인 무기 부족은 전쟁 중에 이러한 노획 무기를 대규모로 사용하게 만들었다. 전쟁 후, 국공 양측은 이어지는 내전에서도 계속해서 사용했다. 일부 중국 부대는 6.25 전쟁 중에도 이 무기들을 사용했다.

### 러시아의 사용
1904-1905년 러일 전쟁 동안 6.5×50mm 30년식 탄이 자신들에게 사용된 효과를 관찰한 후, 러시아의 주요 무기 설계자들은 초기 러시아 반자동 소총 설계에 일본 탄을 채용했다. 당시 러시아군의 표준 7.62×54mmR 림드 탄은 너무 강력하여 자동 화기에서 과도한 반동을 발생시켰기 때문에, 6.5mm 탄이 더 적절하다고 여겨졌다. 블라디미르 페도로프의 초기 설계는 6.5×50mm를 활용했으며, 소수였지만 페도로프 아브토마트 소총도 병사들에게 지급되었다. 나중에 차르 정부는 아르메니아 전선의 러시아군에게 38식 기총을 지급했다. 러시아인들은 또한 38식의 탄창 멈치를 수정하는 경향이 있었는데, 장갑을 낀 손으로 실수로 탄창 해제 버튼을 건드려 탄약을 쏟아내는 경우가 있었기 때문이다.

### 영국의 사용
1914년, 약 150,000정의 30년식 보병총 아리사카 30년식 및 38년식 소총과 기총이 영국군에 판매되었고, 훈련 목적으로 30년식은 패턴 1900, 38년식은 패턴 1907로 지정되었다. 1915년 후반에는 30년식이 4개 연대에, 38년식은 8개 연대에 지급되었다. 약 50,000정의 아리사카는 1914년 말 육군에 징발된 리-엔필드를 대체하기 위해 영국 해군에 지급되었다. 6.5×50mm 탄은 이후 영국 키녹 사에서 생산되었고, 1917년 영국군 제식 탄약으로 .256-인치 (6.5 mm) 구경 Mk II로 공식 채택되었다. 제1차 세계 대전 동안 오스만 제국에 맞서 싸우기 위해 영국군 토머스 에드워드 로런스 대위가 조직한 아랍 반란군은 1914년부터 1916년까지 일본에서 구매한 50만 정의 소총 중 일부를 지급받았으며, 이 중 상당수는 1904-1905년 러일 전쟁에서 격렬하게 사용된 구식 30년식 소총이었다. 총체적으로, 6.5×50mm 일본군 세미림드 탄은 일본, 러시아, 영국, 중국, 북한, 대한민국, 태국, 핀란드, 인도네시아에서 일본 또는 자체 설계된 무기에서 사용되었다. 많은 영국 해군 아리사카는 러시아 백군에게 지급되었다.
6.5mm 아리사카 소총은 주로 영국에서 훈련, 본토 방어, 그리고 해군 부대에 의해 사용되었다. 1916년, 이 소총들은 러시아로 선적되었고 제1차 세계 대전이 끝날 무렵에는 남아 있지 않았다.

### 핀란드의 사용
러시아는 제1차 세계 대전 중 일본에서 직접 구매하거나 러일 전쟁 중 노획하여 60만 정의 30년식 및 38식 소총을 획득했으며, 이 소총 중 일부를 핀란드에 보관했다. 러시아 혁명 동안 많은 핀란드인들은 독립의 기회를 잡고 러시아 무기고에서 아리사카를 탈취했다. 이들은 주로 핀란드 기병대가 사용했으며, 핀란드 독립 후에는 38식 소총을 7.92×57mm 마우저로 개조하려는 실험이 진행되었다. 부품과 탄약이 고갈되면서 핀란드는 아리사카를 예비군과 상선대에 편입시킨 후 많은 수를 에스토니아에 팔아넘겼다. 핀란드군 지급 아리사카는 지구 번호와 개머리판에 S자 낙인이 찍혀 있다.

## 현재
아리사카 소총이 수집가들 사이에서 인기를 얻으면서 현대적인 생산이 재개되었다. 이 탄약통은 유럽과 북미에서 소매로 판매되며, 스웨덴의 노르마 정밀과 프리시전 카트리지 주식회사에서 제조한다. 황동 탄피도 프리비 파르티잔 (PPU)에서 손으로 장전할 목적으로 제조 및 판매된다 (PPU 황동 탄피는 6.5x51R로 헤드스탬프되어 있다). 재장전 가능한 복서 프라이머 탄피는 때때로 .220 스위프트 황동 탄피를 재성형하여 생산된다. 탄두는 .264 구경이다. 미국에서는 6.5 재팬으로도 알려져 있다.

## 기타 6.5mm 총기
일본이 사용한 다른 6.5×50mm 장총으로는 만주(만주국)의 호텐 조병창에서 생산된 소수의 13년식 펑톈 조병창 마우저 소총이 있었다. 이 소총들은 원래 1924년부터 만주의 군벌 장쭤린을 위해 덴마크 닐센 & 빈터 기계로 제작되었다. 1931년 만주사변 이후 일본이 조병창을 장악했을 때, 13년식 소총은 7.92×57mm 마우저 구경으로 계속 생산되었지만, 알 수 없는 수의 소총이 6.5×50mm로도 생산되었다. 1939년부터 1943년까지 방공 협정 조건에 따라 이탈리아가 일본을 위해 제작한 I형 소총은 표준 6.5×50mm 일본 탄을 사용한다. 비록 이탈리아제이지만, 외형은 비슷하지만 더 긴 6.5×52mm 카르카노 탄을 안전하게 발사하지 못한다. 1942년 네덜란드령 동인도 점령 중 일본군에게 노획된 알 수 없는 수의 네덜란드 M1895 네덜란드 만리허 소총과 기총은 림드 약실인 6.5×53mm 더치에서 6.5×50mm로 개조되었다.

## 같이 보기
- 6mm 구경
- 소총 탄약통 목록
- 권총 및 소총 탄약통 표